# 国境警備隊 (ミャンマー)
国境警備隊（こっきょうけいびたい、ビルマ語: နယ်ခြားစောင့်တပ်、英語: Border Guard Forces、略称: BGF）は、ミャンマー軍の一部門である。国内の反政府武装勢力を改組したものであり、地域軍事司令部（Regional Military Commands）の指示のもと行動する。ミャンマー政府は2009年4月、2010年ミャンマー総選挙にむけて国内における政府と反政府勢力の軋轢を解消するため、国境警備隊の構想を告知した。

## 歴史

### 創設
2008年のミャンマー連邦共和国憲法により、国内のすべての武装組織はミャンマー軍の指導下に存在しなければならないことが義務付けられた。ミャンマーには多くの反政府武装勢力が存在しており、当時はそのほとんどがミャンマー政府と停戦協定を結んでいた。2009年4月、ミャンマー陸軍のイェミン中将は、政府関係者とともにコーカン族・シャン族・ワ族の反政府勢力と面会し、軍傘下の反政府組織による「集団安全保障」構想について討議した。この討議を契機として、ミャンマー政府は新憲法にもとづき、これらの停戦勢力を国境警備隊（BGF）として軍傘下に編入する計画をつくりあげた。
ミャンマー政府は反政府勢力に対してBGFに編入するまでの期限を定めた。この期限は当初2009年の6月と設定されたが、2010年9月まで延べ5回延長された。また、政府はこの期限以前に定められたすべての停戦協定は無効とした。これに応じた組織としては、カレンニー民族人民解放戦線（KNPLF）、カチン新民主軍（NDA-K）、民主カレン仏教徒軍（DKBA）などが存在し、いずれも2009年11月8日にBGFに改組された。一方で、多くの勢力は新憲法を認めなかった。こうした勢力への見せしめの意味も兼ね、BGFを含むミャンマー軍は8月8日にミャンマー民族民主同盟軍（MNDAA）の本拠地であるラウカイを攻撃し、指導者の彭家声を敗走させた（2009年コーカン軍事衝突）。新しく指導者に据えられた白所成は、自勢力をBGFに編入させた。また、民主カレン仏教徒軍（DKBA）も2010年8月にBGFに編成された。
2011年にはミャンマー政府のこうした強硬な姿勢は軟化し、8月18日にはテインセイン大統領により民族問題を国家の優先事項とすること、BGF編入を前提としない、開かれた対話が誓約された。

### クーデター後
2021年ミャンマークーデター後、カヤー州国境警備隊（旧KNPLF）と軍事政権の関係は悪化した。KNPLFはクーデターを非難する声明を出し、指導部の制止にかかわらず、KNPLFの兵士はカレンニー諸民族防衛隊（KNDF）と共闘するようになった。ミャンマー軍が州内の民間人を虐殺し、制止しようとしたBGF兵士を射殺したモソ虐殺を通じて両者の軋轢は決定的なものとなり、2023年にはKNPLFは軍と再び衝突するようになった。
2021年1月には、ミャンマー軍はシュエコッコに関する汚職疑惑でカレン州国境警備隊（旧DKBA）の指揮官であるソー・チットゥーおよびモウッソン（Mout Thon）少佐、ティンウィン（Tin Win）少佐に辞任の圧力をかけた。モウッソンはこれに諾い、1月8日に彼以下4連隊・13大隊の士官13人・下士官77人が連名で辞表を提出した。これに抗議を示して少なくとも7000人の兵士がカレン州BGFに辞表を提出したが、チットゥーは辞任を拒否した。2021年クーデター後、辞任要求は有耶無耶となった。しかし、2024年1月23日にはチットゥーがミャンマー軍副司令官であるソー・ウィンと会談し、軍の支援を受けないこと、BGFはカレン族の同志とは戦闘せず、自立することを伝えたとメディアに明かした。3月6日にはカレン州BGFはカレン民族軍（Karen National Army）に改組されることが発表された。

## 組織
BGFについて政府の成文としての指針は存在しないが、2008年ミャンマー憲法にはBGFに言及した一節がある。以下の文章は、BGFの創設に際してミャンマー軍が取り決めた事実上の規約である。
- BGFは政府から割り当てられた地域でのみ活動可能である。
- BGFの全構成員は、ミャンマー軍の正規兵と同じ給与を受ける。
- 各BGFの構成員は326人で、うち30人はミャンマー軍の正規兵とする。
- 組織の重職はミャンマー軍兵士にのみに任せるものとする。

BGFは国軍の指揮系統に正式に組み込まれ、軍服が支給され、兵器・物資の供給も受ける。その職務も国軍の国防計画に組み込まれ、支配地域の少数民族武装勢力の監視や情報提供、現地の道案内、戦闘への参加など多岐にわたる。活動範囲については、当地に駐屯する国軍の部隊よりも制限が厳しいことがある。
給与については国軍兵士と同等の給与を受け取らるほか、バス、鉄道、航空運賃の割引など国軍兵士同様の特権もある。人事に関しては、BGFに参加する国軍兵士30人のうち3人は将校でなければならず、指揮官は元のグループから選出されるが、2人いる副指揮官のうち1人は国軍将校でなければならない。一般に国軍将校は補給と兵站計画を管理する役職に就くことが多い。
BGFの経済活動は、各種課税、工業農業プロジェクト、不動産、鉱業、伐採など多岐にわたるが、麻薬取引に関わっていると噂されるBGFもある。

## 問題点
反政府勢力の不信と国軍の軍備拡張
多くの武装組織が、軍事力を失うことを恐れてBGFに参加しなかったが、実際、停戦協定による平和期を利用してカレン州などで、国軍が兵力・軍備を拡張している事例が散見され、BGFプログラムに対する武装組織の不信感を強めた。
BGFによる人権侵害・麻薬取引
BGFによる強制徴兵、強制労働、窃盗・強盗などの犯罪行為が各地で報告されている。また国軍はBGFに対して自給自足原則を採り、各BGFは自力で収入源を確保しなければならないことから、原則アヘン税の徴収以外は禁止されている麻薬取引にも深く関わっている。ラフ民族開発機構 (LNDO) の2016年のレポートによると、彼らは（１）アヘン税の徴収（２）アヘン売買の統制 （３）ヘロイン精製所への投資（４）ヘロインの輸送の護衛などを行っているのだという。
BGFメンバーに対するインセンティブ欠如
BGFメンバーの給料が低く、またBGFのメンバーになると、原則、アヘン税の徴収以外はアヘン取引に関われないことから、麻薬取引に大々的に関われたBGF入隊前の地方民兵時代よりも収入が大幅に減少した。これによりBGFを脱退する兵士が後を絶たなかった。

## 資料：国境警備隊（2009年 - 2021年）
| 番号 | 地域                               | 再編日        | 前身                                 |
| ---- | ---------------------------------- | ------------- | ------------------------------------ |
| 1001 | カチン州・チプウィ、ソロー         | 2009年11月8日 | NDA-K                                |
| 1002 | カチン州・チプウィ、ソロー         | 2009年11月8日 | NDA-K                                |
| 1003 | カチン州・ワインモー               | 2009年11月8日 | NDA-K                                |
| 1004 | カレンニー州・ロイコー、パーサウン | 2009年11月8日 | KNPLF                                |
| 1005 | カレンニー州・メセ、ボーラケー     | 2009年11月8日 | KNPLF                                |
| 1006 | シャン州・ラウカイ                 | 2009年12月4日 | MNDAA                                |
| 1007 | シャン州・モントン                 | 2010年3月30日 | ラフ民兵団（元ラフ民主同盟《LDU》）  |
| 1008 | シャン州・モンヤン                 | 2010年3月30日 | ラフ民兵団、ジャクニ（Jakuni）民兵団 |
| 1009 | シャン州・タチレク                 | 2010年5月18日 | ラフ民兵団                           |
| 1010 | シャン州・メッマン                 | 2010年5月20日 | メッマン民兵団                       |
| 1011 | カレン州・ラインブェ               | 2010年8月18日 | DKBA                                 |
| 1012 | カレン州・ラインブェ               | 2010年8月18日 | DKBA                                 |
| 1013 | カレン州・パープン                 | 2010年8月18日 | DKBA                                 |
| 1014 | カレン州・パープン                 | 2010年8月18日 | DKBA                                 |
| 1015 | カレン州・ラインブェ               | 2010年8月20日 | DKBA                                 |
| 1016 | カレン州・ラインブェ               | 2010年8月20日 | DKBA                                 |
| 1017 | カレン州・ミャワディ               | 2010年8月20日 | DKBA                                 |
| 1018 | カレン州・ミャワディ               | 2010年8月20日 | DKBA                                 |
| 1019 | カレン州・ミャワディ               | 2010年8月20日 | DKBA                                 |
| 1020 | カレン州・ミャワディ               | 2010年8月21日 | DKBA                                 |
| 1021 | カレン州・コーカレイ               | 2010年8月21日 | DKBA                                 |
| 1022 | カレン州・ミャワディ               | 2010年8月21日 | DKBA                                 |
| 1023 | カレン州・Kyain Sekgyi             | 2010年8月21日 | カレン平和隊（KPF）                  |